# 亚运村街道
亚运村街道是隶属于北京市朝阳区的街道。

## 简介

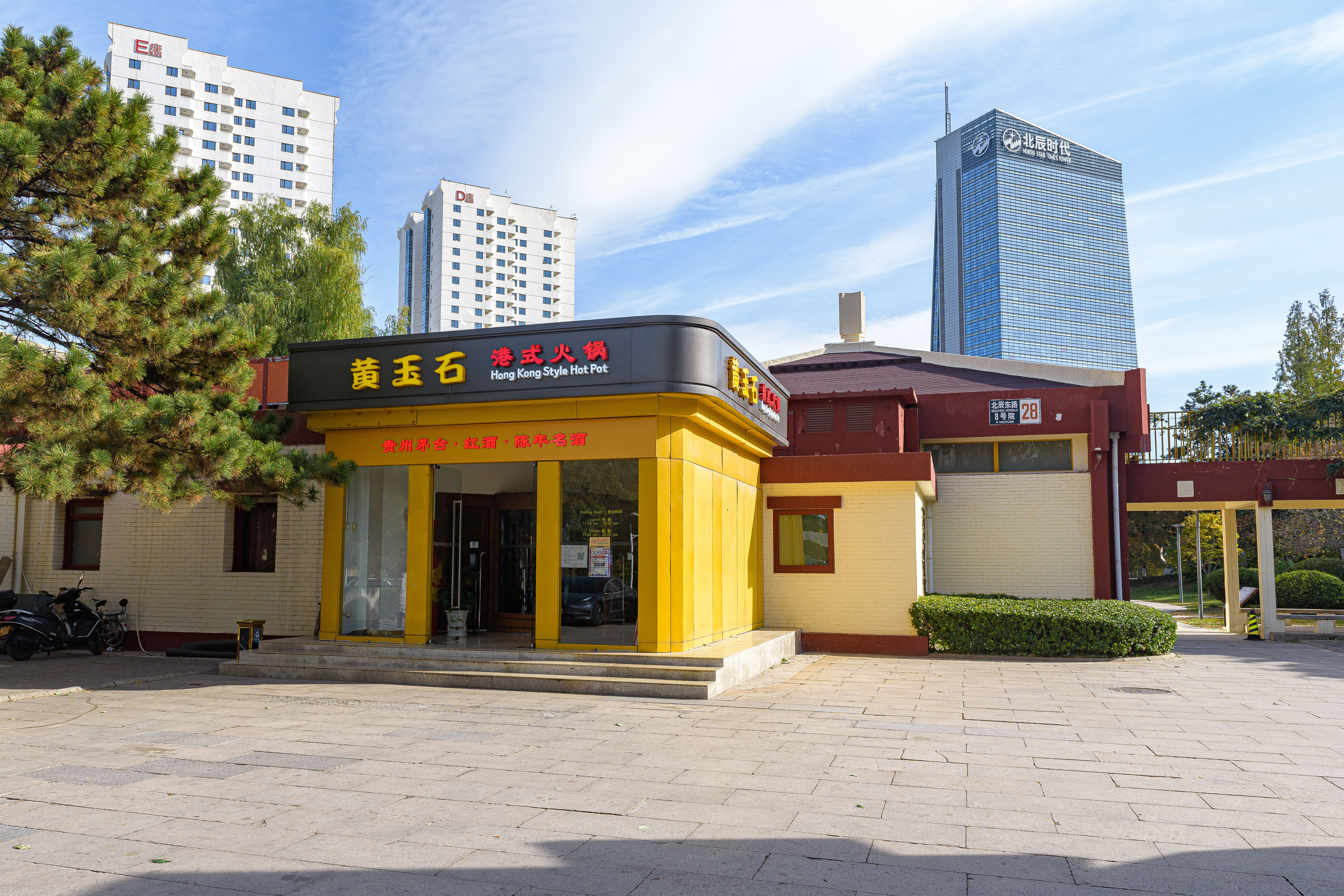
亚运村村长办公室（由北京市原市长焦若愚担任“村长”），现已改为餐厅

1990年第十一届亚洲运动会在北京召开时，在北京北四环与安立路/安定路的交叉处的安慧桥附近建设了一批高层住宅楼及附属设施，即“亚运村”，作为运动员的住宿场所。当时，国家奥林匹克体育中心和亚运村同期建造，二者由北京市建筑设计研究院设计。
亚运会结束后，这一地区逐渐发展成为北京的大型高档居住社区，拥有国家奥林匹克体育中心、北京国际会议中心、五洲大酒店、北辰购物中心、名人广场、远大中心、炎黄艺术馆等公共建筑，也曾承办第四次世界妇女大会等大型活动，运动员村自身现为汇园公寓。北京四环路穿过亚运村的南部。
2008年北京奥运会的主会场中国国家体育场、国家游泳中心、北京奥林匹克公园均建在亚运村街道辖区的西侧，后被划入奥运村街道。

## 下辖社区

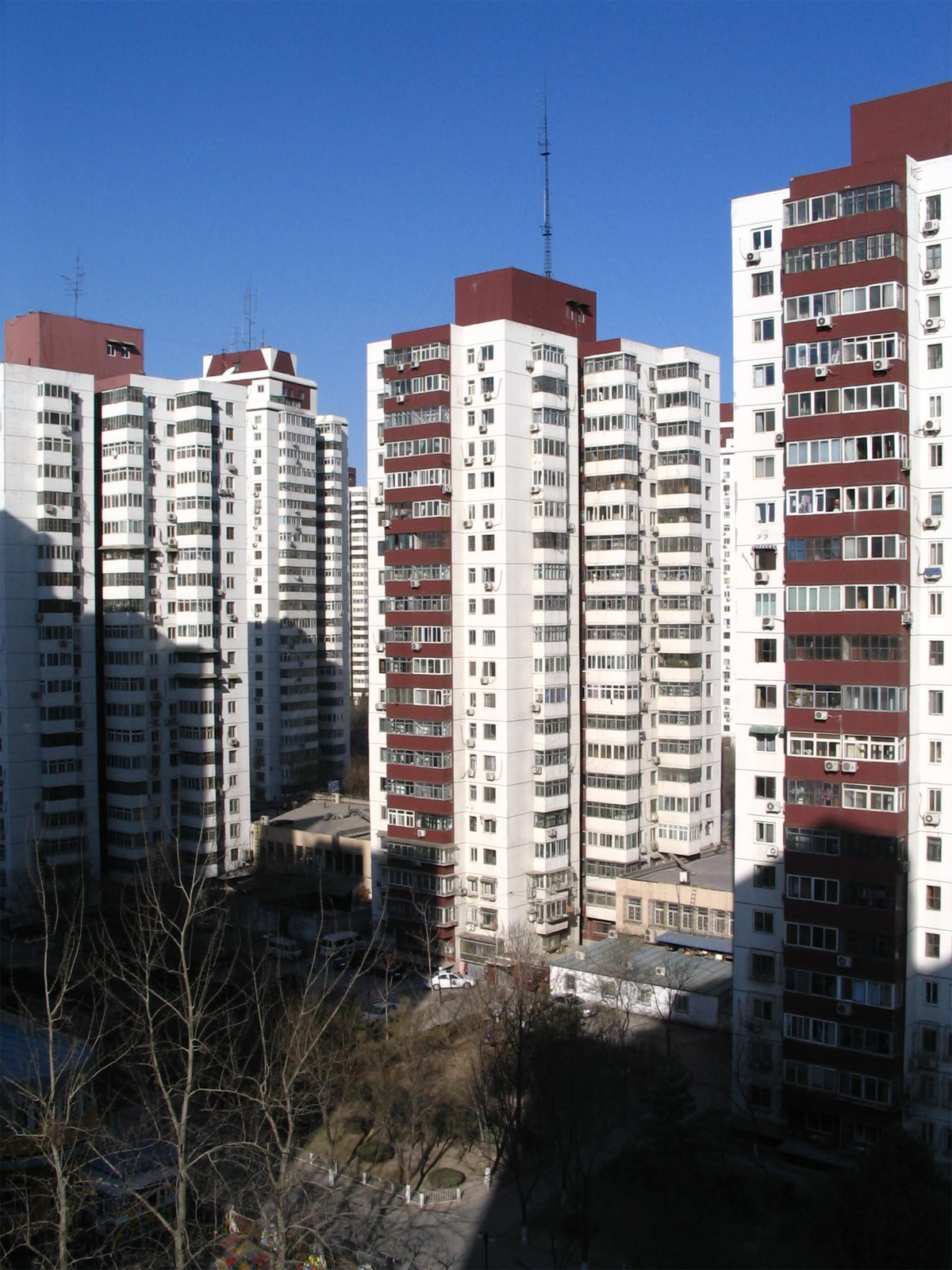
亚运村街道的安慧里居民小区，位于安慧桥东北方向

亚运村街道目前下辖的社区有：
- 安慧里社区
- 安慧里南社区
- 华严北里社区
- 华严北里西社区
- 安翔里社区
- 丝竹园社区
- 北辰东路社区
- 安苑里社区
- 京民社区
- 祁家豁子社区